# Ficus piresiana
Ficus piresiana är en mullbärsväxtart som beskrevs av M. Vázquez Avila och C.C. Berg. Ficus piresiana ingår i släktet fikonsläktet, och familjen mullbärsväxter. Inga underarter finns listade i Catalogue of Life.